# Cretonia obsoletimacula
Cretonia obsoletimacula är en fjärilsart som beskrevs av Embrik Strand 1917. Cretonia obsoletimacula ingår i släktet Cretonia och familjen nattflyn. Inga underarter finns listade i Catalogue of Life.